# Petr Schwarz
Petr Schwarz (Náchod, Csehszlovákia, 1991. november 12. –) cseh labdarúgó, a lengyel Śląsk Wrocław középpályása.

## Pályafutása
Schwarz a mai Csehország területén található Náchod városában született. Az ifjúsági pályafutását a Jiskra Machov, a Spartak Police nad Metují és a Náchod-Deštné csapatában kezdte, majd 2007-ben a Hradec Králové akadémiájánál folytatta.
2010-ben mutatkozott be a Hradec Králové tartalék, majd 2014-ben a felnőtt csapatában. 2018-ban a lengyel másodosztályban szereplő Raków Częstochowához igazolt. Először a 2018. július 21-ei, Puszcza Niepołomice ellen 3–0-ra megnyert mérkőzésen lépett pályára. Első gólját 2018. december 2-án, az Odra Opole ellen 2–0-ás győzelemmel zárult találkozón szerezte meg. A 2018–19-es szezonban feljutottak az első osztályba.
2021. július 1-jén kétéves szerződést kötött a Śląsk Wrocław együttesével. 2021. július 25-én, a Warta Poznań ellen 2–2-es döntetlennel zárult bajnokin debütált. 2021. november 27-én, a Stal Mielec ellen 2–1-re megnyert mérkőzésen megszerezte első gólját a klub színeiben.

## Statisztikák
2022. október 29. szerint
| Klub              | Szezon   | Osztály     | Bajnokság | Bajnokság | Kupa és Ligakupa | Kupa és Ligakupa | Nemzetközi | Nemzetközi | Összesen | Összesen |
| Klub              | Szezon   | Osztály     | Meccs     | Gól       | Meccs            | Gól              | Meccs      | Gól        | Meccs    | Gól      |
| ----------------- | -------- | ----------- | --------- | --------- | ---------------- | ---------------- | ---------- | ---------- | -------- | -------- |
| Raków Częstochowa | 2018–19  | I Liga      | 32        | 1         | 5                | 2                | —          | —          | 37       | 3        |
| Raków Częstochowa | 2019–20  | Ekstraklasa | 34        | 8         | 2                | 0                | —          | —          | 36       | 8        |
| Raków Częstochowa | 2020–21  | Ekstraklasa | 27        | 4         | 3                | 0                | —          | —          | 30       | 4        |
| Raków Częstochowa | Összesen | Összesen    | 93        | 13        | 10               | 2                | 0          | 0          | 103      | 15       |
| Śląsk Wrocław     | 2021–22  | Ekstraklasa | 31        | 2         | 1                | 0                | 4          | 0          | 36       | 2        |
| Śląsk Wrocław     | 2022–23  | Ekstraklasa | 13        | 2         | 2                | 0                | —          | —          | 15       | 2        |
| Śląsk Wrocław     | Összesen | Összesen    | 44        | 4         | 3                | 0                | 4          | 0          | 51       | 4        |
| Összesen          | Összesen | Összesen    | 137       | 17        | 13               | 2                | 4          | 0          | 154      | 19       |

## Sikerei, díjai
Raków Częstochowa
- Ekstraklasa
  - Ezüstérmes (1): 2020–21

- I Liga
  - Feljutó (1): 2018–19

- Lengyel Kupa
  - Győztes (1): 2020–21

## Fordítás
Ez a szócikk részben vagy egészben  a   Petr Schwarz című angol Wikipédia-szócikk fordításán alapul.  Az eredeti cikk szerkesztőit annak laptörténete sorolja fel. Ez a jelzés csupán a megfogalmazás eredetét és a szerzői jogokat jelzi, nem szolgál a cikkben szereplő információk forrásmegjelöléseként.